# تپه زنگنه ۲
تپه زنگنه ۲ مربوط به دوره اشکانیان تا دوره ساسانیان - سدهٔ ۵ تا ۷ ه.ق - دوره سلجوقیان است و در شهرستان بروجرد، بخش مرکزی، دهستان همت‌آباد، ۲/۶ کیلومتری جنوبغرب روستای والانجرد واقع شده و این اثر در تاریخ ۲۸ اسفند ۱۳۸۵ با شمارهٔ ثبت ۱۸۳۴۸ به‌عنوان یکی از آثار ملی ایران به ثبت رسیده است.